# بنيامين شوسلر
بنيامين شوسلر (بالألمانية: Benjamin Schüßler)‏ هو لاعب كرة قدم ألماني في مركز الوسط، ولد في 4 مايو 1981 في ماغديبورغ في ألمانيا. لعب مع بادربورن 07 وبوروسيا مونشنغلادباخ وروت فايس أوبرهاوزن ونادي أوسنابروك ونادي ماغديبورغ وهولشتاين كيل.

## وصلات خارجية
- بنجامين شوسلر على موقع قاعدة بيانات كرة القدم.إي يو (الإنجليزية)
- بنجامين شوسلر على موقع عالم كرة القدم.نت (الإنجليزية)